# Sonic the Hedgehog-spil
Her følger en komplet liste over de computerspil hvor Sonic the Hedgehog optræder:

## Sega Mega Drive/Sega Genesis
- Sonic the Hedgehog, 1991 (Europa, Asien, Australien, Brasilien, USA, Japan)
- Sonic the Hedgehog 2, 1992 (Europa, Asien, Australien, Brasilien, USA, Japan)
- Sonic the Hedgehog Spinball/Sonic Spinball, 1993 (Europa, Asien, Australien, Brasilien, USA, Japan)
- Dr. Robotnik's Mean Bean Machine, 1993 (Europa, Asien, Australien, Brasilien, USA)
- Sonic the Hedgehog 3, 1994 (Europa, Asien, Australien, Brasilien, USA, Japan)
- Sonic & Knuckles, 1994 (Europa, Asien, Australien, Brasilien, USA, Japan)
- Sonic 3D Blast/ Sonic 3D: Flickies' Island, 1996 (Europa, Asien, Australien, Brasilien, USA)
- Sonic Compilation/Sonic Classics (Indeholder spillene Sonic the Hedgehog, Sonic the Hedgehog 2 og Dr. Robotnik's Mean Bean Machine), 1997 (Europa, Asien, Australien, Brasilien, USA)

## Sega Master System
- Sonic the Hedgehog, 1991 (Europa, Asien, Australien, Brasilien, USA, Japan)
- Sonic the Hedgehog 2, 1992 (Europa, Asien, Australien, Brasilien)
- Sonic the Hedgehog Spinball, 1993 (Europa, Asien, Australien, Brasilien)
- Sonic Chaos, 1993 (Europa, Asien, Australien, Brasilien)
- Dr. Robotnik's Mean Bean Machine, 1993 (Europa, Asien, Australien, Brasilien)
- Sonic Blast, 1996 (Brasilien)

## Sega Game Gear
- Sonic the Hedgehog, 1991 (Europa, Asien, Australien, Brasilien, USA, Japan)
- Sonic the Hedgehog 2, 1992 (Europa, Asien, Australien Brasilien, USA, Japan)
- Sonic Chaos/Sonic & Tails, 1993 (Europa, Asien, Australien, Brasilien, USA, Japan)
- Sonic Spinball, 1994 (Europa, Asien, Australien, USA)
- Dr. Robotnik's Mean Bean Machine, 1993 (Europa, Asien, Australien, USA)
- Sonic Drift, 1994 (Japan)
- Sonic Triple Trouble/Sonic & Tails 2, 1994 (Europa, Asien, Australien, Brasilien, USA, Japan)
- Sonic Drift 2/Sonic Drift Racing, 1994 (Europa, Asien, Australien, USA, Japan)
- Tails Adventure, 1995 (Europa, Asien, Australien, USA, Japan)
- Sonic 2 In 1 (Indeholder spillene Sonic the Hedgehog 2 og Sonic Spinball), 1995 (Europa, Asien, Australien)
- Sonic Labyrinth, 1995 (Europa, Asien, Australien, USA, Japan)
- Tails' Skypatrol, 1995 (Japan)
- Sonic Blast/G Sonic, 1996 (Europa, Asien, Australien, Brasilien, USA, Japan)

## Sega Mega CD
- Sonic the Hedgehog CD/Sonic CD, 1993 (Europa, Asien, Australien, Brasilien, USA, Japan)

## Sega 32X
- Knuckles Chaotix/Chaotix, 1995 (Europa, Asien, Australien, Brasilien, USA, Japan)

## Sega Saturn
- Sonic Jam, 1997 (Europa, Asien, Australien, Brasilien, USA, Japan)
- Sonic R, 1997 (Europa, Asien, Australien, Brasilien, USA, Japan)
- Sonic 3D Blast/Sonic 3D: Flickies' Island, 1996/1997 (Europa, Asien, Australien, Brasilien, USA, Japan)

## Sega Dreamcast
- Sonic Adventure, 1998/1999 (Europa, Asien, Australien, Brasilien, USA, Japan)
- Sonic Shuffle, 2000 (Europa, Asien, Australien, Brasilien, USA, Japan)
- Sonic Adventure 2, 2001 (Europa, Asien, Australien, Brasilien, USA, Japan)
- Sonic the Hedgehog (Sega Smash Pack), 1999 (USA)

## Sega Meganet(Modem)
- Sonic Eraser, 1991 (Japan)

## Sega Pico
- Sonic's Gameworld/Sonic the Hedgehog Gameworld, 1996 (USA, Japan)
- Tails And The Music Maker, 1994 (USA, Japan)

## Nintendo GameCube
- Sonic Adventure 2: Battle, 2001/2002 (Europa, Asien, Australien, Brasilien, USA, Japan)
- Sonic Mega Collection, 2003 (Europa, Asien, Australien, Brasilien, USA, Japan)
- Sonic Adventure DX: Director's Cut, 2003 (Europa, Asien, Australien, Brasilien, USA, Japan)
- Sonic Heroes, 2003/2004 (Europa, Asien, Australien, Brasilien, USA, Japan)
- Sonic Adventure 2-Pack (Indeholder spillene Sonic Adventure DX Director's Cut og Sonic Adventure 2: Battle), 2004 (USA)
- Shadow the Hedgehog, 2005 (Europa, Asien, Australien, Brasilien, USA, Japan)
- Sonic Gems Collection, 2005 (Europa, Asien, Australien, Brasilien, USA, Japan)
- Sonic Riders, 2006 (Europa, Asien, Australien, Brasilien, USA, Japan)

## Nintendo Gameboy Advance
- Sonic Advance, 2001/2002 (Europa, Asien, Australien, Brasilien, USA, Japan)
- Sega Smash Pack (Indeholder blandt andet Sonic Spinball), 2002 (USA)
- Sonic Advance 2, 2002/2003 (Europa, Asien, Australien, Brasilien, USA, Japan)
- Sonic Pinball Party, 2003 (Europa, Asien, Australien, Brasilien, USA, Japan)
- Sonic Battle, 2004 (Europa, Asien, Australien, Brasilien, USA, Japan)
- Sonic Advance 3, 2004 (Europa, Asien, Australien, Brasilien, USA, Japan)
- Sonic the Hedgehog Genesis, 2006 (USA)

## Nintendo DS
- Sonic Rush, 2005 (Europa, Asien, Australien, Brasilien, USA, Japan)
- Sonic Rush Adventure, 2007 (Europa, Asien, Australien, Brasilien, USA, Japan)
- Mario & Sonic at the Olympic Games, 2008 (Europa, Asien, Australien, Brasilien, USA, Japan)
- Sonic Chronicles: The Dark Brotherhood, 2008 (Europa, Asien, Australien, Brasilien, USA, Japan)
- Mario & Sonic at the Olympic Winter Games, 2009
- Sonic & SEGA All-Stars Racing, 2010
- Sonic Classic Collection, 2010
- Sonic Colours, 2010

## Nintendo 3DS
- Sonic Generations, 2011
- Mario & Sonic at the London 2012 Olympic Games, 2011
- Sonic Lost World, 2013
- Sonic Boom: Shattered Crystal, 2014
- Mario & Sonic at the Rio 2016 Olympic Games, 2016
- Sonic Boom: Fire & Ice, 2016

## Nintendo Wii
- Sonic and the Secret Rings, 2007 (Europa, Asien, Australien, Brasilien, USA, Japan)
- Sonic the Hedgehog (Wii Virtual Console), 2006 (Europa, Asien, Australien, Brasilien, USA, Japan)
- Mario & Sonic at the Olympic Games, 2007 (Europa, Asien, Australien, Brasilien, USA, Japan)
- Sonic Unleashed, 2008 (Europa, Asien, Australien, Brasilien, USA, Japan)
- Sonic Riders: Zero Gravity, 2008 (Europa, Asien, Australien, Brasilien, USA, Japan)
- Sonic and the Black Knight, 2009 (Europa, Asien, Australien, Brasilien, USA, Japan)
- Mario & Sonic at the Olympic Winter Games, 2009 (Europa, Asien, Australien, Brasilien, USA, Japan)
- Sonic & SEGA All-Stars Racing, 2010
- Sonic the Hedgehog 4, 2010 (Wii Ware)
- Mario & Sonic at the London 2012 Olympic Games, 2011

## Wii U
- Sonic & All-Stars Racing Transformed, 2012
- Sonic Lost World, 2013
- Mario & Sonic at the Sochi 2014 Olympic Games, 2013
- Sonic Boom: Rise of Lyric, 2014
- Mario & Sonic at the Rio 2016 Olympic Games, 2016

## Nintendo Switch
- Sonic Mania, 2017 (eShop)
- Sonic Forces, 2017
- Sonic Mania Plus, 2018
- Team Sonic Racing, 2019
- Mario & Sonic at the Tokyo 2020 Olympic Games, 2019
- Sonic Colours: Ultimate, 2021
- Sonic Origins, 2022 (eShop)
- Sonic Frontiers, 2022
- Sonic Origins Plus, 2023
- Sonic Superstars, 2023

## Xbox
- Sonic Heroes, 2003/2004 (Europa, Asien, Australien, Brasilien, USA, Japan)
- Sonic Mega Collection Plus and Super Monkey Ball Deluxe, 2004 (Europa, Asien, Australien, Brasilien, USA, Japan)
- Sonic Heroes and Super Monkey Ball Deluxe, 2005 (Europa, Asien, Australien, Brasilien, USA, Japan)
- Shadow the Hedgehog, 2005 (Europa, Asien, Australien, Brasilien, USA, Japan)
- Sonic Riders, 2006 (Europa, Asien, Australien, Brasilien, USA, Japan)

## Xbox 360
- Sonic the Hedgehog (2006), 2006 (Europa, Asien, Australien, Brasilien, USA, Japan)
- Sonic the Hedgehog High Speed, (Xbox Live) 2007 (Europa, Asien, Australien, Brasilien, USA, Japan)
- Sonic Unleashed, 2008 (Xbox Live) 2007 (Europa, Asien, Australien, Brasilien, USA, Japan)
- Sonic & SEGA All-Stars Racing with Banjo & Kazooie, 2010
- Sonic the Hedgehog 4, 2010 (Xbox Live Market)
- Sonic Free Riders, 2010
- Sonic Generations, 2011
- Sonic & All-Stars Racing Transformed, 2012

## Xbox One
- Sonic Mania, 2017 (Microsoft Store)
- Sonic Forces, 2017
- Sonic Mania Plus, 2018
- Team Sonic Racing, 2019
- Sonic Colours: Ultimate, 2021
- Sonic Origins, 2022 (Microsoft Store)
- Sonic Frontiers, 2022
- Sonic Origins Plus, 2023
- Sonic Superstars, 2023

## Xbox Series S/X
- Sonic Origins, 2022 (Microsoft Store)
- Sonic Frontiers. 2022
- Sonic Origins Plus. 2023
- Sonic Superstars, 2023

## PlayStation 2
- Sonic Heroes, 2003 (Europa, Asien, Australien, Brasilien, USA, Japan)
- Sonic Mega Collection Plus, 2004 (Europa, Asien, Australien, Brasilien, USA, Japan)
- Sonic Gems Collection, 2005 (Europa, Asien, Australien, Brasilien, Japan)
- Shadow the Hedgehog, 2005 (Europa, Asien, Australien, Brasilien, USA, Japan)
- Sonic Riders, 2006 (Europa, Asien, Australien, Brasilien, USA, Japan)
- Sega Superstars, 2004 (Europa, Asien, Australien, Brasilien, USA, Japan)
- Sega Genesis Collection/Sega Mega Drive Collection, 2006/2007 (Europa, Asien, Australien, USA)
- Sonic Riders: Zero Gravity , 2008 (Europa, Asien, Australien, Brasilien, USA, Japan)
- Sonic Unleashed, 2008 (Europa, Asien, Australien, USA, Japan)

## PSP
- Sonic Rivals, 2006 (Europa, Asien, Australien, USA)
- Sega Genesis Collection/Sega Mega Drive Collection, 2006/2007 (Europa, Asien, Australien, USA)
- Sonic Rivals 2, 2007 (Nord America, Australien, Europa)

## PlayStation 3
- Sonic The Hedgehog (2006), 2007 (Europa, Asien, Australien, Brasilien, USA, Japan)
- Sonic Unleashed, 2008
- Sonic the Hedgehog 4, 2010 (PlayStation Store)
- Sonic Generations, 2011
- Sonic the Hedgehog 4: Episode 2, 2012 (PlayStation Store)
- Sonic & All-Stars Racing Transformed, 2012

## PlayStation 4
- Sonic Mania (PlayStation Store), 2017
- Sonic Forces, 2017
- Sonia Mania Plus, 2018
- Team Sonic Racing, 2019
- Sonic Colours: Ultimate, 2021
- Sonic Origins, 2022 (PlayStation Store)
- Sonic Frontiers, 2022
- Sonic Origins Plus, 2023
- Sonic Superstars, 2023

## PlayStation 5
- Sonic Origins, 2022 (PlayStation Store)
- Sonic Frontiers, 2022
- Sonic Origins Plus, 2023
- Sonic Superstars, 2023

## PC
- Sonic the Hedgehog CD/Sonic CD, 1996 (Europa, Asien, Australien, Brasilien, USA, Japan)
- Sonic & Knuckles Collection, 1997 (Europa, Asien, Australien, Brasilien, USA, Japan)
- Sonic 3D Blast (Sega Saturn version), 1997 (Europa, Asien, Australien, Brasilien, USA)
- Sonic 3D Blast, 1997 (Sega Mega Drive version), (Europa, Asien, Australien, Brasilien, USA)
- Sonic R, 1998 (Europa, Asien, Australien, Brasilien, USA, Japan)
- Sonic's Schoolhouse, 1999 (USA)
- Sega Smash Pack/Sega Archives from USA Vol. 1 (Indeholder blandt andet Sonic the Hedgehog Spinball), 1999 (Europa, Asien, Australien, Brasilien, USA, Japan)
- Sega Puzzle Pack/Sega Archives from USA Vol. 2 (Indeholder blandt andet Dr. Robotnik's Mean Bean Machine), 1999 (Europa, Asien, Australien, Brasilien, USA, Japan)
- Sega Smash Pack 2/Sega Archives from USA Vol. 3 (Indeholder blandt andet Sonic the Hedgehog 2), 2000 (Europa, Asien, Australien, Brasilien, USA, Japan)
- Sonic & Knuckles, 2000 (Europa, Asien, Australien, Brasilien, USA, Japan)
- Sonic Action 4-Pack, 2001 (Europa, Asien, Australien, Brasilien, USA, Japan)
- Sonic and Garfield Pack, 2003 (Europa, Asien, Australien, Brasilien, USA, Japan)
- Sonic Adventure DX: Director's Cut, 2004 (Europa, Asien, Australien, Brasilien, Japan)
- Sonic Heroes, 2004 (Europa, Asien, Australien, Brasilien, USA, Japan)
- Sonic Riders, 2006 (Europa, Asien, Australien, Brasilien, USA)
- Sonic Mega Collection Plus, 2007 (Europa, Asien, Australien, Brasilien, USA, Japan)
- Sonic & SEGA All-Stars Racing, 2010
- Sonic the Hedgehog 4, 2010
- Sonic Generations, 2011
- Sonic CD (Remastered), 2011
- Sonic the Hedgehog 4: Episode 2, 2012
- Sonic Adventure 2: Battle (Remastered), 2012
- Sonic & All-Stars Racing Transformed, 2012
- Sonic Lost World, 2015 (porteret)
- Sonic Mania, 2017
- Sonic Forces, 2017
- Sonic Mania Plus, 2018
- Team Sonic Racing, 2019
- Sonic Colours: Ultimate, 2021
- Sonic Origins, 2022
- Sonic Frontiers, 2022
- The Murder of Sonic the Hedgehog, 2023
- Sonic Origins Plus, 2023
- Sonic Superstars, 2023

## SNK Neo Geo Pocket Color
- Sonic the Hedgehog Pocket Adventure, 1999 (Europa, Asien, Australien, Brasilien, USA, Japan)

## Nokia N-Gage
- SonicN, 2003 (Europa, Asien, Australien, Brasilien, USA)

## Game.com
- Sonic Jam, 1998 (USA)

## Mobil
- Sonic the Hedgehog, 2001 (Japan)
- Sonic Tennis, 2001 (Japan)
- Sonic Golf, 2002 (Japan)
- Speed/Speed DX/Sonic Speed DX, 2002 (Japan)
- Sonic Fishing, 2002 (Japan)
- Sonic Billiards, 2002 (Japan)
- Nakayoshi Chao!, 2002 (Japan)
- Sonic Bowling, 2002 (Japan)
- Eggman no Kazuate Panic!, 2002 (Japan)
- Sonic no Jirai Sagashi Game, 2002 (Japan)
- Sonic Racing Shift Up, 2002 (Japan)
- Sonic Putter, 2003 (Japan)
- Sonic Darts, 2003 (Japan)
- Sonic Racing Kart, 2003 (Japan)
- Sonic Reversi/Sonic Reversi Hyper, 2003 (Japan)
- Tails no Flying Get, 2003 (Japan)
- Sonic Hopping, 2004 (Japan)
- Sonic Hopping 2, 2004 (Japan)
- Sonic Hearts, 2004 (Japan)
- Sonic Panel Puzzle, 2004 (Japan)
- Sonicgammon, 2004 (Japan)
- Sonic no Daifugou, 2005 (Japan)
- Sonic Jump, 2005 (Japan)
- Amy no Page One, 2006 (Japan)
- Sonic Kart 3DX, 2005 (Japan)
- Shadow Shoot, 2006 (Japan)
- Sonic Golf 3D, 2006 (Japan)
- Sonic no 7narabe, 2006 (Japan)
- Sonic no Napoleon, 2006 (Japan)
- Sonic the Hedgehog, Part 1, 2005/2006 (Europa, Asien, Australien, Brasilien, USA, Japan)
- Sonic the Hedgehog, Part 2, 2005/2006 (Europa, Asien, Australien, Brasilien, USA, Japan)
- Sonic the Hedgehog 2, 2006/2007 (Europa, Asien, Australien, Brasilien, USA, Japan)
- Sonic Unleashed, 2009
- Sonic at the Olympic Winter Games, 2010
- Sonic the Hedgehog 4, 2010
- Sonic CD (Remastered), 2011
- Sonic the Hedgehog 4: Episode 2, 2012
- Sonic Dash, 2013
- Sonic the Hedgehog 1 (Remastered), 2013
- Sonic the Hedgehog 2 (Remastered), 2013
- Sonic Runners, 2015
- Sonic Dash 2: Sonic Boom, 2015
- Sonic Forces, 2017
- Sonic Racing, 2019
- Sonic at the Tokyo 2020 Olympic Games, 2020
- Sonic Prime Dash, 2023
- Sonic Dream Team, 2023